# 1932 في نيوزيلندا
فيما يلي قوائم الأحداث التي وقعت خلال عام 1932 في نيوزيلندا.

## رياضة
- 1 يناير – كأس نيوزيلندا 1932 الفائز Wellington Marist [الإنجليزية]‏.

## مواليد

### يناير
- 1 يناير – فرانك لويس روجرز سياسي نيوزيلندي.
- 1 يناير – هنري ماكسويل لاعب دوري رغبي نيوزيلندي.
- 18 يناير – جوك باترفيلد لاعب دوري رغبي نيوزيلندي.

### فبراير
- 16 فبراير – دافني روبنسون لاعبة كركيت نيوزيلندية.

### مارس
- 4 مارس – ويليام نورمان لاعب كريكت نيوزلندي.
- 8 مارس – باتريك إدوارد أوكونور كهنوت نيوزيلندي.
- 24 مارس – بيتر جونز لاعب اتحاد رغبي نيوزيلندي.

### أبريل
- 13 أبريل – روبرت لونغ لاعب كركيت نيوزيلندي.

### مايو
- 12 مايو – جان أندرسون

### يونيو
- 1 يونيو – فرانك كاميرون لاعب كركيت نيوزيلندي.
- 23 يونيو – بوب بلير لاعب كركيت نيوزيلندي.

### يوليو
- 4 يوليو – رون هورسلي لاعب اتحاد رغبي نيوزيلندي.
- 5 يوليو – روبرت ويبستر

### أغسطس
- 2 أغسطس – دبليو. إتش ماكليود مؤرخ نيوزيلندي.

### أكتوبر
- 17 أكتوبر – سي. كي. ستيد كاتب نيوزيلندي.
- 29 أكتوبر – ألان بريستون لاعب كرة قدم نيوزيلندي.

### نوفمبر
- 5 نوفمبر – قاي باورز لاعب رغبي نيوزيلندي.
- 17 نوفمبر – دونالد ماكليود لاعب كريكت نيوزلندي.

### ديسمبر
- 6 ديسمبر – باول ريفيس قس نيوزيلندي.
- 27 ديسمبر – دونالد غيمل مُجدّف نيوزيلندي.

## وفيات

### يناير
- 1 يناير – جورج كارتر (مواليد 1864) سياسي نيوزلندي.
- 14 يناير – فرانك ولز (مواليد 1871) لاعب كريكت نيوزلندي.

### أغسطس
- 20 أغسطس – جون كونينغهام (مواليد 1854) لاعب كريكت نيوزلندي.

### أكتوبر
- 17 أكتوبر – جورج بلاك (مواليد 1904) سياسي نيوزيلندي.
- 17 أكتوبر – لويس ألين (مواليد 1870)